# 5-Star
5-Star (stylizowane jako ★★★★★) – trzeci koreański album studyjny południowokoreańskiej grupy Stray Kids. Został wydany 2 czerwca 2023 roku przez JYP Entertainment i Republic Records, po ich siódmym minialbumie Maxident (2022). Album 5-Star łączy w sobie elementy hip-hopu, popu i elektroniki, a teksty utworów poruszają tematy unikalności, pewności siebie i aspiracji.
Nad albumem 3Racha współpracował z autorami piosenek i producentami Versachoi, Chae Kang-hae, Restart, Zack Djurich, Millionboy, Trippy, Nickko Young, Kyle Reynolds, Chris LaRocca i Jun2, a także z członkiem Felixem. Album składa się z dwunastu utworów, w tym głównego singla „S-Class”, koreańskiej wersji utworu „The Sound”, który pierwotnie pojawił się na japońskim albumie grupy o tej samej nazwie oraz „Mixtape: Time Out” z projektu Mixtape. Na albumie gościnnie wystąpił Tiger JK w utworze „Topline”.
Album zyskał ogólnie pozytywne recenzje od krytyków muzycznych. Komercyjnie album zdobył pierwsze miejsce na krajowych listach przebojów w Korei Południowej, Austrii, Belgii, Francji, Grecji, Węgrzech, Polsce, Portugalii i Stanach Zjednoczonych. Album znalazł się również w pierwszej dziesiątce list przebojów w Australii, Kanadzie, Finlandii, Niemczech, Włoszech, Japonii, Litwie, Holandii, Nowej Zelandii, Hiszpanii i Szwajcarii, sprzedając ponad 5 milionów egzemplarzy.

## Tło wydania
Kolejny koreańskojęzyczny album Stray Kids po Maxident został po raz pierwszy wspomniany w wywiadzie udzielonym portalowi informacyjnemu The Fact w październiku 2022 roku, po tym jak grupa zdobyła tytuł Artysty Roku (Bonsang) oraz nagrodę Fan N Star Four Star na The Fact Music Awards w 2022 roku. Członek Seungmin stwierdził, że grupa powróci z „niesamowitym” albumem w kolejnym roku, który może zawierać nowe kombinacje podgrup oraz eksplorować nowe gatunki muzyczne. W Nowy Rok 2023 roku grupa opublikowała wideo „Step Out 2023” na swoich mediach społecznościowych, przedstawiające ich osiągnięcia w 2022 roku oraz plany na nowy rok, w tym wydanie dwóch albumów.
Na początku marca 2023 roku Hankook Ilbo jako pierwszy poinformował, że Stray Kids już zakończyło nagrywanie teledysku do głównego singla z nowego albumu, a jego premiera planowana jest na kwiecień. JYP Entertainment potwierdziło później nagrywanie teledysku, choć nie podało daty premiery. Analitycy finansowi i badacze szacowali również, że nowy album grupy ukaże się w drugim kwartale 2023 roku.
Pod koniec kwietnia, po zakończeniu trasy koncertowej Maniac World Tour, SpoTV News poinformował, że grupa wyda nowy album na początku czerwca. JYP Entertainment potwierdziło tę informację. Album o tytule 5-Star został oficjalnie ogłoszony za pomocą zwiastuna 28 kwietnia, a jego premiera zaplanowana jest na 2 czerwca. Tytuł odnosi się do głównego singla „S-Class”, który bawi się dwoma słowami „special” (specjalny) i „star” (gwiazda).

## Muzyka i teksty

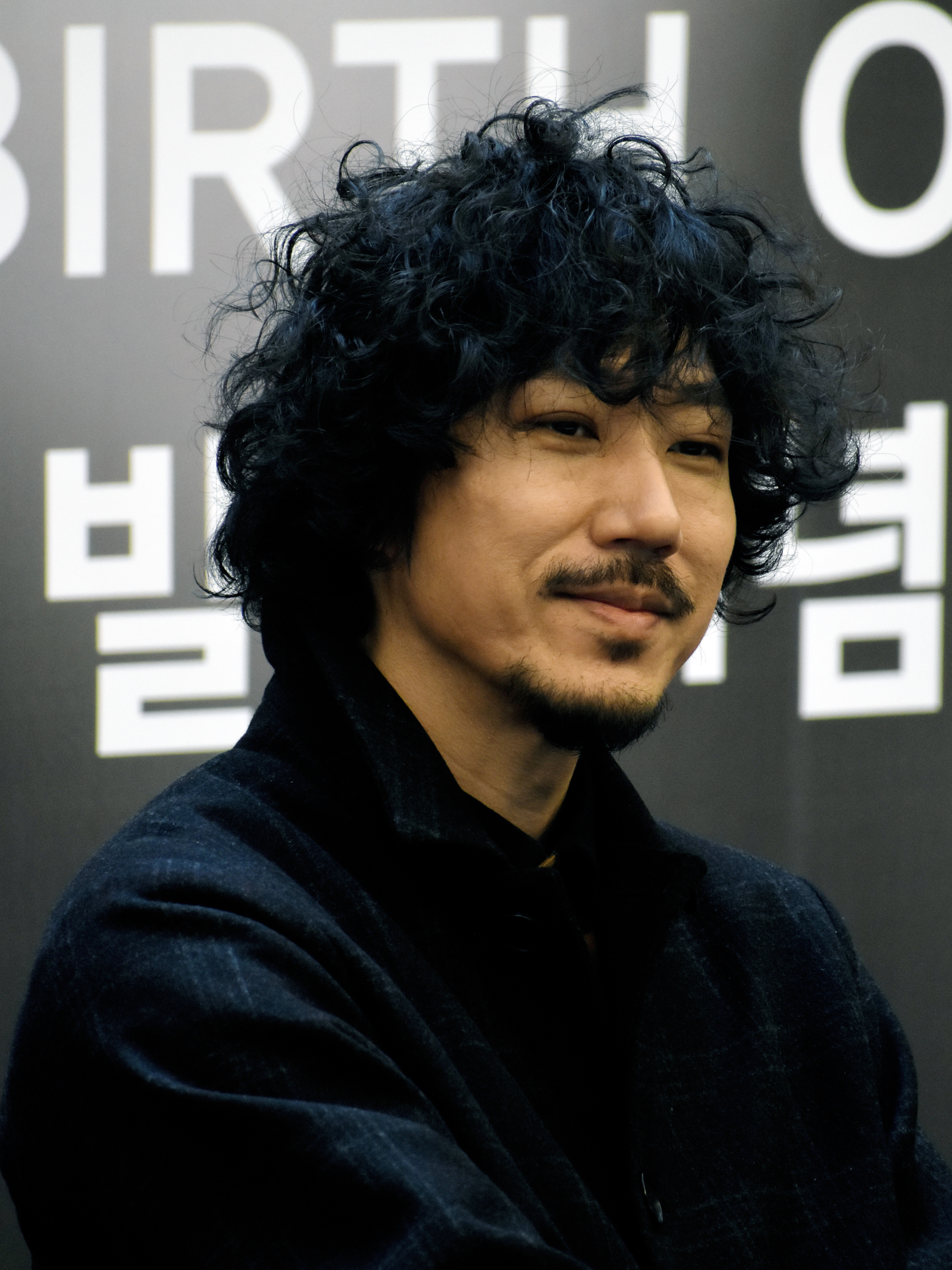
Tiger JK (na zdjęciu) pojawia się w piątym utworze „Topline”.

5-Star trwa 36 minut i 35 sekund i składa się z dwunastu utworów w gatunkach hip-hopu, popu i elektroniki. 3Racha - wewnętrzny zespół produkcyjny składu Stray Kids, w którego skład wchodzą Bang Chan, Changbin i Han - napisali i wyprodukowali wszystkie piosenki na albumie. Inni twórcy, którzy przyczynili się do albumu, to Versachoi, Chae Kang-hae, Restart, Zack Djurich, Millionboy, Trippy, Nickko Young, Kyle Reynolds, Chris LaRocca i Jun2, a także członek Felix, który wziął udział w dwóch utworach, „Super Bowl” i „FNF”. Koreańsko-amerykański raper Tiger JK wystąpił gościnnie i współtworzył piąty utwór „Topline”. Album, który jest „dziwny, ale jednocześnie wyjątkowy”, skupia się na temacie unikalności, pewności siebie, aspiracji i osiągania celów przez grupę, opartym na ich dyskursie o wzroście i tożsamości.

### Utwory
Pierwszy utwór, „Hall of Fame” to połączenie R&B i trap metalu, w którym Stray Kids wyrażają swoją ambicję, aby tworzyć własną historię i wpisać swoje imiona do galerii sław. Zawiera liryczne nawiązania do amerykańskiego wynalazcy i biznesmena Thomasa Edisona oraz astronauty Neila Armstronga, angielskiego dramaturga i poety Williama Szekspira oraz fizyka teoretycznego Stephena Hawkinga, włoskiego astronoma i fizyka Galileusza Galileiego oraz południowokoreańskiego zawodowego gracza League of Legends - Fakera. „S-Class” to utwór hip-hopowy z elementami boom bap, old school i popu, w którym Stray Kids wyrażają swoją pewność siebie i „podkreślają swoją wyjątkowość”, jednocześnie wyrażając przekaz o byciu „najbardziej ekscentrycznymi wśród nietypowych dzieci i najjaśniejszymi wśród dzieci wyjątkowych”. „Item” to hip-hopowy utwór o tematyce gier wideo, który wyraża ich pewność synergii i zdolności do samodzielnego działania bez żadnych specjalnych przedmiotów.
Pierwotnie zatytułowany „God's Menu” jako główny singiel z pierwszego albumu studyjnego Go Live (2020) i będący hołdem dla amerykańskiego meczu mistrzostw w futbolu amerykańskim o tej samej nazwie, „Super Bowl” porównuje muzykę Stray Kids do gotowania i dania jedzenia, napędzanego brzmieniem techno i zawierającego szeptanie w stylu ASMR. „Topline” to minimalistyczny utwór hip-hop w stylu boom bap, old school i East-Coast, porównujący ich ambicje do stawienia kreski na szczycie. Natomiast „DLC”, skrót od „Dance Like Crazy”, to utwór moombahton, deep house i tropical house z wpływami eurodance, napędzany przez pianino, syntezy podobne do fletu i instrumenty dęte blaszane. Utwór wyraża uczucie pozostawienia trosk za sobą i szalonego tańca. „Get Lit” to mieszanka moombahtonu i bounce EDM, przedstawiająca „ucieczkę od stłoczonego codziennego życia i umierania dzisiaj”. „Collision” to jazzowy utwór R&B z samplem saksofonu, który przekazuje temat konfliktu w związku jako zderzenie dwóch planet.
Hołd dla pożarów buszu w Australii w 2019–20 roku, „FNF” (skrót od „ florę i faunę”), wyraża uczucie żalu i tęsknoty związane z widokiem na zwierzęta i rośliny, które tracą życie w wyniku pożaru buszu, towarzyszącego dźwiękom EDM. Ballada „Youtiful” (złożenie słów "you" i "beautiful") opowiada o samoocenie i ma na celu pokazanie „ciepłego i komfortowego wsparcia i pocieszenia”, że każdy jest piękny i niesamowity tak jak jest. „The Sound” to elektroniczny utwór rockowy, przedstawiający pewność siebie i podejście zespołu do ich muzyki. Album kończy się utworem „Mixtape: Time Out”, który łączy w sobie punk rock i pop rock, wspominając wycieczkę Stray Kids do Gangwon-do przed rozpoczęciem promocji ich minialbumu Oddinary.

## Odbiór krytyczny
Po premierze, album 5-Star zyskał ogólnie pozytywne recenzje od krytyków muzycznych. Krytyk muzyczny Kim Do-heon pochwalił album jako „mądry kawałek pracy” i „przemyślaną koreańską superprodukcję”, ze względu na „wykonanie członków, którzy twierdzą, że są szaleńcami, spektakularną produkcję i dojrzałą narrację o rozwoju”. Crystal Bell z NME przyznała albumowi pięć z pięciu gwiazdek, pisząc, że „spowoduje, że poczujesz się jakbyś przybył na imprezę, która już w pełni trwa. [...] 5-Star jest dezorientujący w taki sposób. Ale gdy twoje zmysły przyzwyczają się do szaleństwa, a twoje ciało zsynchronizuje się z rytmem, zagubisz się w jego świetle”. Kim Sung-dae z Ize wyjawił, że „nie chce dać [5-Star] pięciu gwiazdek jako tytułowi” i zapytał: „czy nie jest to w pewnym sensie błogosławieństwo, że niedoskonałość może być komplementem?”. Podsumował, że „dla krytyków pięć gwiazdek oznacza perfekcyjną ocenę, ale dla Stray Kids, 5-Star oznacza po prostu dziwaczny i genialny”. Lee Jae-hoon z Newsis nazwał album „K-popową przygodą”.

## Odbiór komercyjny
30 maja 2023 roku, dwa dni przed premierą, JYP Entertainment poinformowało, że album, że 5-Star przekroczyło 4,93 miliona zamówień w przedsprzedaży i 5,13 miliona dwa dni później. Stał się najczęściej zamawianym w przedsprzedaży wydawnictwem w historii K-popu, pobijając rekord albumu FML Seventeen (2023) z liczbą 4,64 miliona egzemplarzy. Później został jednak przewyższony przez minialbum Seventeenth Heaven Seventeen w październiku. Według Hanteo Chart, album sprzedał się w liczbie 2 392 666 egzemplarzy w pierwszym dniu premiery, a następnie 4 617 499 egzemplarzy w pierwszym tygodniu, stając się najszybciej sprzedającym się albumem w pierwszym tygodniu w Korei Południowej i na całym świecie, pokonując wynik FML Seventeen. 5-Star zadebiutował na pierwszym miejscu Circle Album Chart dla okresu od 28 maja do 3 czerwca 2023 roku i utrzymał się na szczycie przez dwie kolejne tygodnie. Sprzedano łącznie 4 330 039 egzemplarzy albumu w pierwszym tygodniu.
5-Star zadebiutował na pierwszym miejscu na liście Billboard 200 dla wydania datowanego na 17 czerwca 2023 roku, stając się trzecim albumem grupy Stray Kids, który wszedł na tę listę i trzecim z kolei albumem numer jeden w Stanach Zjednoczonych. Z 249 500 jednostek równoważnych albumów, jest to czwarty tydzień największej sprzedaży albumu w roku 2023, w tym 235 000 sprzedanych czystych albumów - 231 000 płyt CD i 4 000 albumów cyfrowych - tydzień największej sprzedaży w roku 2023 i od czasu, gdy odbyła się premiera albumu Taylor Swift Midnights, mającego ponad 1,1 milion sprzedanych egzemplarzy w 2022 roku. 5-Star tjest także 19. albumem w języku innym niż angielski, który zajął pierwsze miejsce na liście Billboard 200, oraz trzecim takim albumem w 2023 roku, po albumach Mañana Será Bonito Karola G i Tomorrow X Together 's The Name Chapter: Temptation.
W Europie album 5-Star stał się pierwszym numerem jeden dla zespołu na francuskiej liście SNEP Top Albums, zdobywając 19 740 jednostek równoważnych w pierwszym tygodniu. Na Austriackiej liście Ö3 Austria Top 40 Longplays Chart zadebiutował na pierwszym miejscu. Album również dotarł na szczyt Ultratop Albums Top 200 zarówno w regionie Flandrii, jak i Walonii. Na greckiej liście Top-75 Albums Sales zajął pierwsze miejsce, na węgierskiej liście MAHASZ Album Top 40 również zdobył numer jeden, a na polskiej liście Official Sales Chart również zajął pierwsze miejsce. Album osiągnął drugie miejsce na niemieckiej liście Offizielle Deutsche Album-Charts i szwajcarskiej liście Top 100 albumów. W Wielkiej Brytanii zadebiutował na 40. miejscu, stając się pierwszym albumem zespołu w top 40 na UK Albums Chart. Album znalazł się również w pierwszej dziesiątce list przebojów w Finlandii, Włoszech, na Litwie i w Holandii. W Australii album osiągnął drugie miejsce na liście ARIA Albums Chart, co stanowi najwyższą pozycję zespołu i ich trzeci album w pierwszej pięćdziesiątce, po albumach Noeasy (2021) i Maxident (2023).

## Lista utworów
| CD  | CD                           | CD                                                  | CD                                                              | CD                                    | CD      |
| Nr  | Tytuł utworu                 | Tekst                                               | Kompozycja                                                      | Aranżacja                             | Długość |
| --- | ---------------------------- | --------------------------------------------------- | --------------------------------------------------------------- | ------------------------------------- | ------- |
| 1.  | „Hall of Fame” (kor. 위인전) | Bang Chan (3Racha), Changbin (3Racha), Han (3Racha) | Bang Chan, Changbin, Han, Versachoi                             | Versachoi, Bang Chan                  | 2:51    |
| 2.  | „S-Class” (kor. 특)          | Bang Chan, Changbin, Han                            | Bang Chan, Changbin, Han, Chae Kang-hae, Restart                | Chae, Restart, Bang Chan              | 3:16    |
| 3.  | „Item”                       | Bang Chan, Changbin, Han                            | Bang Chan, Changbin, Han, Versachoi                             | Versachoi, Bang Chan                  | 3:12    |
| 4.  | „Super Bowl”                 | Bang Chan, Changbin, Han, Felix                     | Bang Chan, Changbin, Han, Zack Djurich                          | Djurich, Bang Chan                    | 3:03    |
| 5.  | „Topline” (z Tiger JK)       | Bang Chan, Changbin, Han, Tiger JK                  | Bang Chan, Changbin, Han, Versachoi                             | Versachoi                             | 3:24    |
| 6.  | „DLC”                        | Changbin, Restart                                   | Changbin, Restart                                               | Changbin, Restart                     | 3:06    |
| 7.  | „Get Lit” (kor. 죽어보자)    | Han                                                 | Han, Chae, Restart                                              | Chae, Restart                         | 2:51    |
| 8.  | „Collision” (kor. 충돌)      | Han                                                 | Han, Millionboy                                                 | Millionboy                            | 2:38    |
| 9.  | „FNF”                        | Bang Chan, Felix                                    | Bang Chan, Felix, Trippy                                        | Trippy, Bang Chan                     | 2:52    |
| 10. | „Youtiful”                   | Bang Chan                                           | Bang Chan, Nickko Young                                         | Nickko Young                          | 3:29    |
| 11. | „The Sound” (Korean version) | Bang Chan, Changbin, Han                            | Bang Chan, Changbin, Han, Djurich, Kyle Reynolds, Chris LaRocca | Djurich, Reynolds, Bang Chan, LaRocca | 2:58    |
| 12. | „Mixtape: Time Out”          | Bang Chan, Changbin, Han                            | Bang Chan, Changbin, Han, Versachoi, Jun2                       | Versachoi, Bang Chan, Jun2            | 2:55    |

## Notowania
| Lista                                    | Pozycja | Źr.    |
| ---------------------------------------- | ------- | ------ |
| Australian Albums (ARIA)                 | 2       | [ 57 ] |
| Austrian Albums (Ö3 Austria Top 40)      | 1       | [ 57 ] |
| Belgian Albums (Ultratop Flanders)       | 1       | [ 57 ] |
| Belgian Albums (Ultratop Wallonia)       | 1       | [ 57 ] |
| Canadian Albums (Billboard)              | 10      | [ 58 ] |
| Croatian International Albums (HDU)      | 3       | [ 59 ] |
| Danish Albums (Hitlisten)                | 4       | [ 57 ] |
| Dutch Albums (Album Top 100)             | 3       | [ 57 ] |
| Finnish Albums (Suomen virallinen lista) | 7       | [ 57 ] |
| French Albums (SNEP)                     | 1       | [ 60 ] |
| German Albums (Offizielle Top 100)       | 2       | [ 57 ] |
| Greek Albums (IFPI)                      | 1       | [ 61 ] |
| Hungarian Albums (MAHASZ)                | 1       | [ 62 ] |
| Irish Albums (IRMA)                      | 76      | [ 63 ] |
| Italian Albums (FIMI)                    | 10      | [ 64 ] |
| Japanese Albums (Oricon)                 | 2       | [ 65 ] |
| Japanese Combined Albums (Oricon)        | 2       | [ 66 ] |
| Japanese Hot Albums (Billboard Japan)    | 6       | [ 67 ] |
| Lithuanian Albums (AGATA)                | 4       | [ 68 ] |
| New Zealand Albums (RMNZ)                | 7       | [ 57 ] |
| Norwegian Albums (VG-lista)              | 25      | [ 57 ] |
| Polish Albums (ZPAV)                     | 1       | [ 69 ] |
| Portuguese Albums (AFP)                  | 1       | [ 57 ] |
| South Korean Albums (Circle)             | 1       | [ 70 ] |
| Spanish Albums (PROMUSICAE)              | 5       | [ 57 ] |
| Swedish Albums (Sverigetopplistan)       | 11      | [ 57 ] |
| Swiss Albums (Schweizer Hitparade)       | 2       | [ 57 ] |
| UK Albums (OCC)                          | 40      | [ 71 ] |
| US Billboard 200                         | 1       | [ 72 ] |
| US World Albums (Billboard)              | 1       | [ 73 ] |

## Certyfikaty i sprzedaż
| Kraj                     | Certyfikat  | Sprzedaż   |
| ------------------------ | ----------- | ---------- |
| Japonia                  |             | 103 310+   |
| Korea Południowa         |             | 5 242 486+ |
| Polska (ZPAV)            | złota płyta | 10 000+    |
| Stany Zjednoczone (RIAA) |             | 327 000+   |